# Dryopetalon membranifolium
Dryopetalon membranifolium är en korsblommig växtart som beskrevs av Reed Clark Rollins. Dryopetalon membranifolium ingår i släktet Dryopetalon och familjen korsblommiga växter. Inga underarter finns listade i Catalogue of Life.